# Christy Holly
Christy Holly, né le 21 décembre 1984 à Londonderry, est un entraîneur nord-irlandais de football. Il a entraîné la franchise de NWSL Racing Louisville jusqu'en 2021.

## Biographie
Christy Holly joue durant ses années universitaires pour l'Université John Moores puis professionnellement pour Limavady United en championnat d'Irlande du Nord.
Après avoir servi comme entraîneur adjoint au sein du Sky Blue FC pendant trois ans, il est nommé entraîneur de l'équipe première en janvier 2016. Il démissionne de ce poste le 16 août 2017.
En août 2020, il est nommé comme premier entraîneur de l'histoire du Racing Louisville, nouvelle franchise qui intègre la NWSL en 2021.

## Statistiques
Tous les matchs officiels domestiques (championnat et coupe nationale) et les matchs internationaux (y compris les matchs amicaux) sont inclus.
Mis à jour le 21 août 2017
| Club                 | Période        | Statistiques | Statistiques | Statistiques | Statistiques | Statistiques |
| Club                 | Période        | M            | V            | N            | D            | Vic %        |
| -------------------- | -------------- | ------------ | ------------ | ------------ | ------------ | ------------ |
| Sky Blue FC          | 2016-2017      | 38           | 14           | 7            | 17           | 36,84 %      |
| Racing Louisville FC | 2020-          | 0            | 0            | 0            | 0            | —            |
| Total carrière       | Total carrière | 38           | 14           | 7            | 17           | 36,84 %      |

## Vie privée
Christy Holly est cousin du footballeur gaélique Barry McGoldrick (en). Il est fiancé à l'ancienne capitaine de la sélection américaine Christie Pearce.